# Хазипов, Рустем Нариманович
Рустем Нариманович Хазипов (род. 21 марта 1965, Казань) — российский и французский физиолог, специалист в области нейрофизиологии. Профессор кафедры физиологии Казанского (Приволжского) федерального университета; главный научный сотрудник, руководитель научно-исследовательской лаборатории Института фундаментальной медицины и биологии Казанского (Приволжского) федерального университета. Директор исследований Академии мединских наук Франции, руководитель лаборатории Института Средиземноморья, Марсель, Фарнция. Имеет около 150 публикаций, более 12000 цитирований. Индекс Хирша — 59. Член Российского физиологического общества им. И. П. Павлова, Французского общества нейронаук (SFN), Американского общества нейронаук (SFN).

## Биография
Родился 21 марта 1965 года в Казани. Отец — Нариман Залилович Хазипов (1928—2018), биохимик, доктор ветеринарных наук, профессор, ректор Казанского ветеринарного института. Мать — Ахметова Гамбария Шайхайдаровна (1932—2011), экономист отдела сельского хозяйства Госплана РТ. Жена Диляра Марсовна Зайнутдинова; дочь Дина (род. 1993).
В 1982 году окончил Казанский физико-математический лицей № 131. В 1988 году с отличием окончил лечебный факультет Казанского государственного медицинского института имени С. В. Курашова (ныне — Казанский государственный медицинский университет). В 1988—1991 обучался в аспирантуре при кафедре физиологии того же института/университета под руководством профессора Р. А. Гиниатуллина и стажировался в лаборатории Л. Г. Магазаника в Институте эволюционной физиологии и биохимии им. И. М. Сеченова. В 1991 году защитил кандидатскую диссертацию на тему «Механизмы десенситизации в нервно-мышечном синапсе».
В 1998 году защитил докторскую диссертацию на тему «ГАМКергические интернейроны в норме, при патологии и в онтогенезе» (консультант: А. Л. Зефиров) в Казанском государственном медицинском университете. С 1991 года — ассистент кафедры физиологии Казанского государственного медицинского университета. С 1997 года — старший исследователь (Charge de Recherche), и с 2004 года — директор исследований (Directeur de Recherche) АМН Франции (INSERM), руководитель лаборатории в Институте Нейробиологии Средиземноморья (INMED), Марсель, Франция.
В 2001—2004 стажировался у профессора Gregory Holmes в Университетах Гарварда (Бостон) и Дартмуса (Нью-Хэмпшир), и у профессора Gyorgy Buzsaki в Университете Ратгерс (Нью-Арк). С 2011 года — ведущий научный сотрудник, руководитель российско-французской ассоциированной научно-исследовательской лаборатории «Нейробиологии», которая была создана Хазиповым Р. Н. в Казанском Федеральном Университете при поддержке «Мегагранта» Правительства РФ.

## Научные достижения
Основным направлением исследований является физиология и патофизиология развивающейся нервной системы с использованием комплексного подхода, позволяющего проводить анализ молекулярных, клеточных, синаптических, сетевых и поведенческих механизмов с применением современных электрофизиологических и имаджинговых методов. Результаты исследований позволили сформулировать основные принципы функционирования нейрональных сетей головного мозга на ранних этапах онтогенеза у грызунов и у человека:
1) Были открыты ранние паттерны активности нейрональных сетей в онтогенезе, которые кардинально отличаются по своим генеративных механизмам от взрослых паттернов, в том числе ранние таламо-кортикальные гамма осцилляции и веретенообразные вспышки активности в сенсорных и ассоциативных участках коры головного мозга, а также ранние острые волны в лимбической системе. Открыт механизм многократного повторного воспроизведения коррелированной активности топографически связанных нейронов во время ранних осцилляторных паттернов, а также показана роль этих осцилляций как инструмента синаптической пластичности в таламокортикальных сетях при формировании сенсорных карт в коре головного мозга. Показано принципиальное сходство в ранних паттернах активности у грызунов в неонатальном периоде и у человека во время внутриутробного развития.
2) Сформулирован рефлексологический принцип системной организации нейрональной активности в онтогенезе, в котором ключевую роль играют эндогенные механизмы, обеспечивающие последовательную и многоуровневую восходящую активацию сенсорных систем от периферии до сенсорных и ассоциативных участков коры головного мозга. Так, показано, что активность зрительной коры головного мозга новорожденных крыс в основном обусловлена спонтанными волнами активности в сетчатке глаз, а активность соматосенсорной коры и энторинально-гиппокампальных нейрональных сетей запускается спонтанными миоклоническими движениями, которые, в свою очередь, являются результатом спонтанной активности в моторных зонах спинного мозга. Аналогичные механизмы были также выявлены у недоношенных новорожденных человека, что указывает на консервативность принципа эндогенной восходящей активации в эволюции и объясняет каким образом происходит активация сенсорных систем плода внутриутробно, в условиях, когда плод изолирован от внешних стимулов.
3) Описаны возрастные изменения в возбуждающих и тормозных связях в нейрональных сетях коры головного мозга, показано задержанное развитие торможения, что обеспечивает эффективную суммацию возбуждающих синаптических входов во время ранних паттернов активности, проведен анализ механизмов, лежащих в основе деполяризующего и возбуждающего действия нейромедиатора ГАМК на незрелые нейроны и роль деполяризующего и возбуждающего действия ГАМК в активности нейрональных сетей в срезах гиппокампа у крыс и приматов, проведен сравнительный анализ эффектов ГАМК ин виво и ин витро.
4) Вскрыты механизмы адаптации мозга плода во время родов, в том числе временное переключение в эффектах ГАМК с возбуждающего на тормозящее, что обеспечивает снижение чувствительности мозга плода к гипоксии, а также явление перинатальной анальгезии плода. Была также показана ключевая роль окситоцина в этих адаптационных механизмах.
5) Вскрыты патофизиологические механизмы ряда актуальных патологий развивающейся нервной системы, в том числе эпилепсии, травмы головного мозга, ишемии и гипоксии, боли, а также поражения развивающегося мозга в результате воздействия общих анестетиков, антидепрессантов и алкоголя.
6) В результате трансляционных исследований в сотрудничестве с клиническими коллегами были разработаны и успешно внедрены новые методики функционального исследования соматосенсорной, слуховой и зрительной систем у недоношенных новорожденных человека.

## Приглашенные доклады
- 7th World Congress on Neurohypophysial Hormones (2007)
- Gordon School on GABAergic Inhibition (2009)
- International Joint Symposium 2009 «Physiology of Anion Transport» and «Cell Volume Regulation» (PAT- CVR 2009)
- International Symposium on Neonatal Seizures and Related Disorders (2013)
- The brain conferences «Cortex evolution and development» (2017)

## Основные научные публикации
- Zefirov, A., Benish, T., Fatkullin, N., Cheranov, S., and Khazipov, R. (1995). Localization of active zones [letter]. Nature 376, 393—394.
- Leinekugel, X., Medina, I., Khalilov, I., Ben-Ari, Y., and Khazipov, R. (1997). Ca2+ oscillations mediated by the synergistic excitatory actions of GABAA and NMDA receptors in the neonatal hippocampus. Neuron 18, 243—255.
- Leinekugel, X., Khazipov, R., Cannon, R., Hirase, H., Ben Ari, Y., and Buzsaki, G. (2002). Correlated bursts of activity in the neonatal hippocampus in vivo. Science 296, 2049—2052.
- Khazipov, R., Sirota, A., Leinekugel, X., Holmes, G.L., Ben Ari, Y., and Buzsaki, G. (2004). Early motor activity drives spindle bursts in the developing somatosensory cortex. Nature 432, 758—761.
- Hanganu, I.L., Ben Ari, Y., and Khazipov, R. (2006). Retinal waves trigger spindle bursts in the neonatal rat visual cortex. Journal of Neuroscience 26, 6728-6736.
- Tyzio, R., Cossart, R., Khalilov, I., Minlebaev, M., Hubner, C.A., Represa, A., Ben Ari, Y., and Khazipov, R. (2006). Maternal Oxytocin Triggers a Transient Inhibitory Switch in GABA Signaling in the Fetal Brain During Delivery. Science 314, 1788—1792.
- Ben-Ari, Y., Gaiarsa, J.-L., Tyzio, R., and Khazipov, R. (2007). GABA: A pioneer transmitter that excites immature neurons and generates primitive oscillations. Physiological Reviews 87, 1215—1284. 10.1152/physrev.00017.2006.
- Tyzio, R., Khalilov, I., Represa, A., Crepel, V., Zilberter, Y., Rheims, S., Aniksztejn, L., Cossart, R., Nardou, R., Mukhtarov, M., et al. (2009). Inhibitory Actions of the Gamma-Aminobutyric Acid in Pediatric Sturge-Weber Syndrome. Annals of Neurology 66, 209—218. 10.1002/ana.21711.
- Colonnese, M.T., Kaminska, A., Minlebaev, M., Milh, M., Bloem, B., Lescure, S., Moriette, G., Chiron, C., Ben-Ari, Y., and Khazipov, R. (2010). A Conserved Switch in Sensory Processing Prepares Developing Neocortex for Vision. Neuron 67, 480—498. 10.1016/j.neuron.2010.07.015.
- Minlebaev, M., Colonnese, M., Tsintsadze, T., Sirota, A., and Khazipov, R. (2011). Early Gamma Oscillations Synchronize Developing Thalamus and Cortex. Science 334, 226—229. 10.1126/science.1210574.
- Valeeva, G., Tressard, T., Mukhtarov, M., Baude, A., and Khazipov, R. (2016). An Optogenetic Approach for Investigation of Excitatory and Inhibitory Network GABA Actions in Mice Expressing Channelrhodopsin-2 in GABAergic Neurons. Journal of Neuroscience 36, 5961-5973. 10.1523/jneurosci.3482-15.2016.
- Inacio, A.R., Nasretdinov, A., Lebedeva, J., and Khazipov, R. (2016). Sensory feedback synchronizes motor and sensory neuronal networks in the neonatal rat spinal cord. Nature Communications 7. 10.1038/ncomms13060.
- Akhmetshina, D., Nasretdinov, A., Zakharov, A., Valeeva, G., and Khazipov, R. (2016). The Nature of the Sensory Input to the Neonatal Rat Barrel Cortex. The Journal of neuroscience : the official journal of the Society for Neuroscience 36, 9922-9932. 10.1523/JNEUROSCI.1781-16.2016.
- Zakharov, A., Chernova, K., Burkhanova, G., Holmes, G.L., and Khazipov, R. (2019). Segregation of seizures and spreading depolarization across cortical layers. Epilepsia 60, 2386—2397. 10.1111/epi.16390.
- Cossart, R., and Khazipov, R. (2022). How development sculpts hippocampal circuits and function. Physiol Rev 102, 343—378. 10.1152/physrev.00044.2020.